# Beware of the Dog
Beware of the Dog — концертний альбом американського блюзового музиканта Гаунд-Доґа Тейлора, що вийшов 1976 року на лейблі Alligator. Вийшов посмертно; Тейлор помер у 1975 році.

## Опис
Beware of the Dog вийшов посмертно: Гаунд-Доґ Тейлор не дожив до того дня, аби побачити свій дебютний живий альбом; він помер він раку в Чикаго 17 грудня 1975 року у віці 59 років. Альбом включає записи концертних виступів, що відбулись 8 січня 1974 року в Північно-Західному університеті, Еванстон, Іллінойс для радіо WXRT-FM, Чикаго та 22—24 листопада 1974 року в Smiling Dog Saloon, Клівленд, Огайо. На цих записах Тейлор виглядає енергійнішим, аніж на двох свої попередніх студійних альбомах. Серед пісень виділяються повільна «Freddie's Blues», фанкова «Let's Get Funky», а також версія «Comin' Around the Mountain».
Журнал «Rolling Stone» написав про альбом у своїй рецензії: «Справжній для вечірок, випивки та гучних розмов».

## Список композицій
1. «Give Me Back My Wig» (Гаунд-Доґ Тейлор) — 4:34
2. «The Sun Is Shining» (Елмор Джеймс) — 4:33
3. «Kitchen Sink Boogie» (Брюер Філліпс, Гаунд-Доґ Тейлор, Тед Гарві) — 4:17
4. «Dust My Broom» (Елмор Джеймс) — 3:16
5. «Comin' Around the Mountain» (народна) — 3:57
6. «Let's Get Funky» (Гаунд-Доґ Тейлор) — 5:08
7. «Rock Me» (народна) — 4:04
8. «It's Alright» (Гаунд-Доґ Тейлор) — 4:04
9. «Freddie's Blues» (Гаунд-Доґ Тейлор) — 6:31

## Учасники запису
- Гаунд-Доґ Тейлор — соло-гітара і вокал
- Брюер Філліпс — гітара, соло-гітара (3)
- Тед Гарві — ударні, вокал (9)

Технічний персонал
- Брюс Іглауер — продюсер
- Ken Rasek Recording, Річард Віттінгтон — запис
- Стю Блек — мікшування
- Майкл Воллан — фотографія
- Роджер Гарві — дизайн